# Frankie Paul
Pour les articles homonymes, voir Paul.
Paul Blake dit Frankie Paul, né le 19 octobre 1965 à Kingston en Jamaïque et mort le 18 mai 2017 dans la même ville, est l'un des artistes jamaïcains de reggae et dancehall les plus populaires de l'île.

## Biographie
Né presque aveugle, Frankie Paul est parfois surnommé le « Stevie Wonder jamaïcain ».
Il a enregistré pour la plupart des producteurs jamaïcains, et publie environ un album par an. Ses titres les plus célèbres sont Pass The Tu-Sheng-Peng (1984), Sara (1987) et Worries in the Dance (1983). Résidant en Gambie depuis 1994, il avait dû se faire amputer d'un pied et d'une partie de la jambe au mois de janvier 2016, et il est décédé le 18 mai 2017 au CHU des Indes occidentales à Kingston

## Discographie sélective
- 1982 - Rich & Poor
- 1983 - Showdown Vol. 2 (avec Sugar Minott) (Hitbound)
- 1983 - Strange Feeling (Techniques)
- 1984 - Hot number (Volcano)
- 1984 - Showdown Vol. 6 (avec Little John)
- 1984 - Barrington Levy meets Frankie Paul
- 1984 - Strictly reggae music
- 1985 - Tidal Wave
- 1987 - Rubber dub music
- 1987 - Alesha (Powerhouse)
- 1987 - Born on the beat (Black solidarity)
- 1988 - Slow down (Redman)
- 1988 - Sizzling (Skengdon)
- 1988 - Dancehall masters (Germain Records) (3 titres sur 10)
- 1989 - Dancehall duo (avec Pinchers)
- 1990 - 20 massive hits
- 1991 - The Veteran
- 1992 - At Studio One
- 1994 - Dancehall Ruler
- 1997 - Ras Portraits
- 19XX - Strange Feeling
- 2003 - Triple dons 1 (avec Horace Andy & Johnny Osbourne)
- 2005 - Best of Friends
- 2006 - Are you ready